# Energieregler

Vereinfachter Aufbau eines Energiereglers; hier nicht dargestellt ist die üblicherweise vorhandene Sprungschaltung

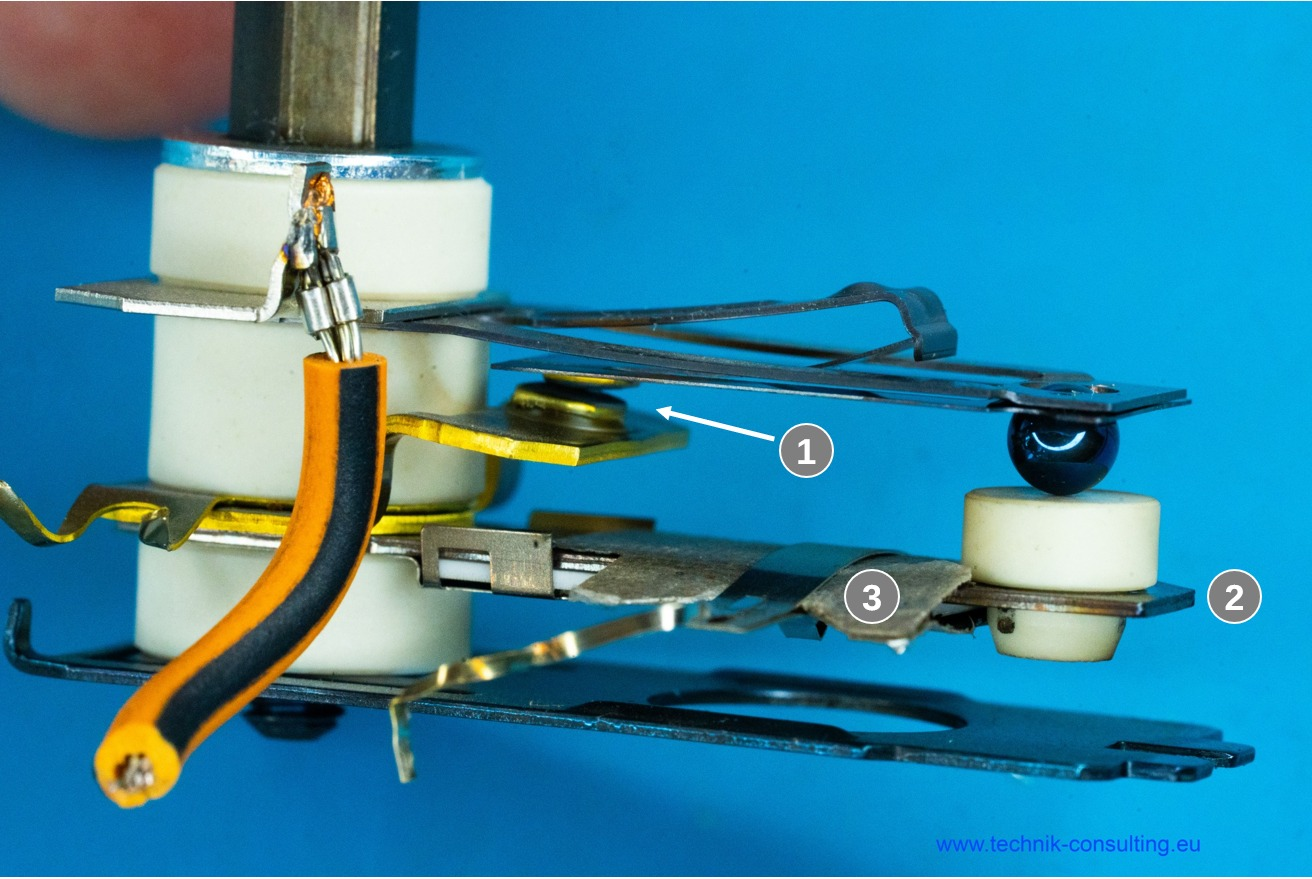
Energieregler eines Elektroherds mit Glaskeramik-Kochfeld. 1: Elektrische Kontakte (hier geschlossen); 2: Bimetall; 3: Heizung für Bimetall

Ein Energieregler ist eine Steuerung für Elektrokochfelder, um deren mittlere Leistung stufenlos variieren zu können. Dies geschieht, indem die Stromzufuhr des jeweiligen einzelnen Heizwiderstands rhythmisch ein- und ausgeschaltet wird (Pulsdauermodulation); dies wird meist mit einem beheizten Temperaturschalter realisiert. Seltener finden sich Ausführungen, bei denen ein elektronischer Leistungssteller (beispielsweise mit Schwingungspaketsteuerung) diese Aufgabe übernimmt.

## Funktionsweise
Eine mit dem Drehknopf verbundene Kurvenscheibe sorgt für eine Vorspannung, welche die beiden Schaltkontakte zusammendrückt. Bei geschlossenen Schaltkontakten fließt Strom durch die Heizwendel im Energieregler und erwärmt den Bimetallstreifen, der sich dadurch verbiegt. Nach einiger Zeit hat sich der Bimetallstreifen genügend erhitzt, sodass sich der Schaltkontakt öffnet. Nach einer gewissen Auskühlzeit biegt sich der Bimetallstreifen zurück und schließt den Schaltkontakt wieder. Die Heizwendel heizt sich nun erneut auf, und nach einer bestimmten Zeit öffnet sich der Schaltkontakt wieder. Je nach Drehwinkel ändert sich die Vorspannung durch die Kurvenscheibe. Dadurch ändert sich das Tastverhältnis, also das Zeitverhältnis zwischen ein- und ausgeschalteter Heizwendel.
Parallel zur Heizwendel im Energieregler liegt die Heizwendel des Kochfeldes, die sich in gleicher Weise aufheizt. Die Heizwendel im Energieregler dient somit als „Temperaturmodell“ für die Kochplatte: Ohne dass ein umständlich zu installierender Temperaturfühler notwendig wäre, ergibt sich dadurch bei kalter Kochplatte eine besonders lange erste Aufwärmphase, in der die Kochplatte ununterbrochen eingeschaltet bleibt, da sich die Heizwendel im Energieregler auch erst auf Arbeitstemperatur aufheizen muss.